# Paradiso - Sieben Tage mit sieben Frauen
Paradiso - Sieben Tage mit sieben Frauen è un film del 2000 diretto da Rudolf Thome.